# 岩倉町
岩倉町（いわくらちょう）は、徳島県美馬郡にあった町。現在は美馬市脇町の一部となっている。

## 沿革
- 1889年10月01日 - 町村制施行に伴い、旧来の岩倉村・岩倉山村が合併して美馬郡岩倉村が成立。
- 1951年11月03日 - 岩倉村が町制施行して岩倉町となる。
- 1958年03月31日 - 脇町・江原町と合併し、改めて脇町が発足。同日岩倉町廃止。

## 交通

### 鉄道
町内には通っていなかった。吉野川対岸の日本国有鉄道徳島本線小島駅が最寄りであった。